# Chiana
Der Chiana [ˈkjaːna] (antik Clanis, auch Chiani genannt) ist ein rund 42 Kilometer langer Fluss in den italienischen Regionen Toskana und Umbrien.

## Verlauf

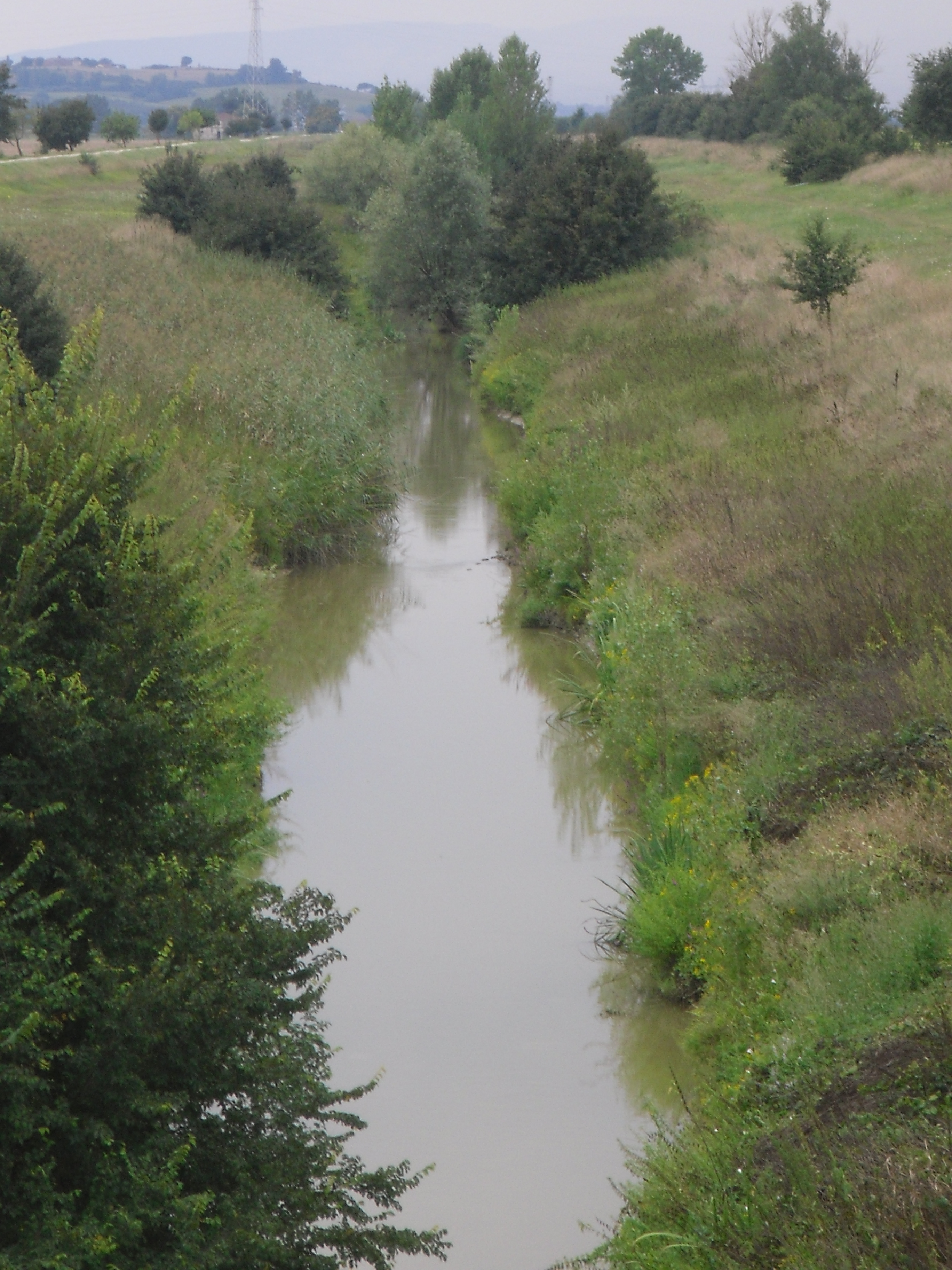
Der Chiana (Canale maestro della Chiana) bei Castroncello (Ortsteil von Castiglion Fiorentino)

Der Fluss entspringt im Apennin von Arezzo (Provinz Arezzo) und fließt zunächst in südlicher Richtung durch das Tal von Chiusi (Provinz Siena). Danach verlässt er die Toskana und tritt in Umbrien ein. Hier passiert er Città della Pieve (Provinz Perugia), wo bei dem Ortsteil Ponticelli der Torrente Astrone von rechts einfließt. Danach gelangt er ins Gemeindegebiet von Fabro (Provinz Terni) und fließt weiter südlich nach Ficulle, wo er zunächst kurz als nördliche Grenze zu Montegabbione wirkt und dann im östlichen Gemeindegebiet als Grenze zu Parrano dient. In Orvieto passiert er zunächst den Ponte di Ferro und fließt dann zwischen Ciconia und Orvieto Scalo dem Paglia von links zu. Gemeinsam mit ihm mündet er wenige Kilometer später in den Tiber.

## Geschichte

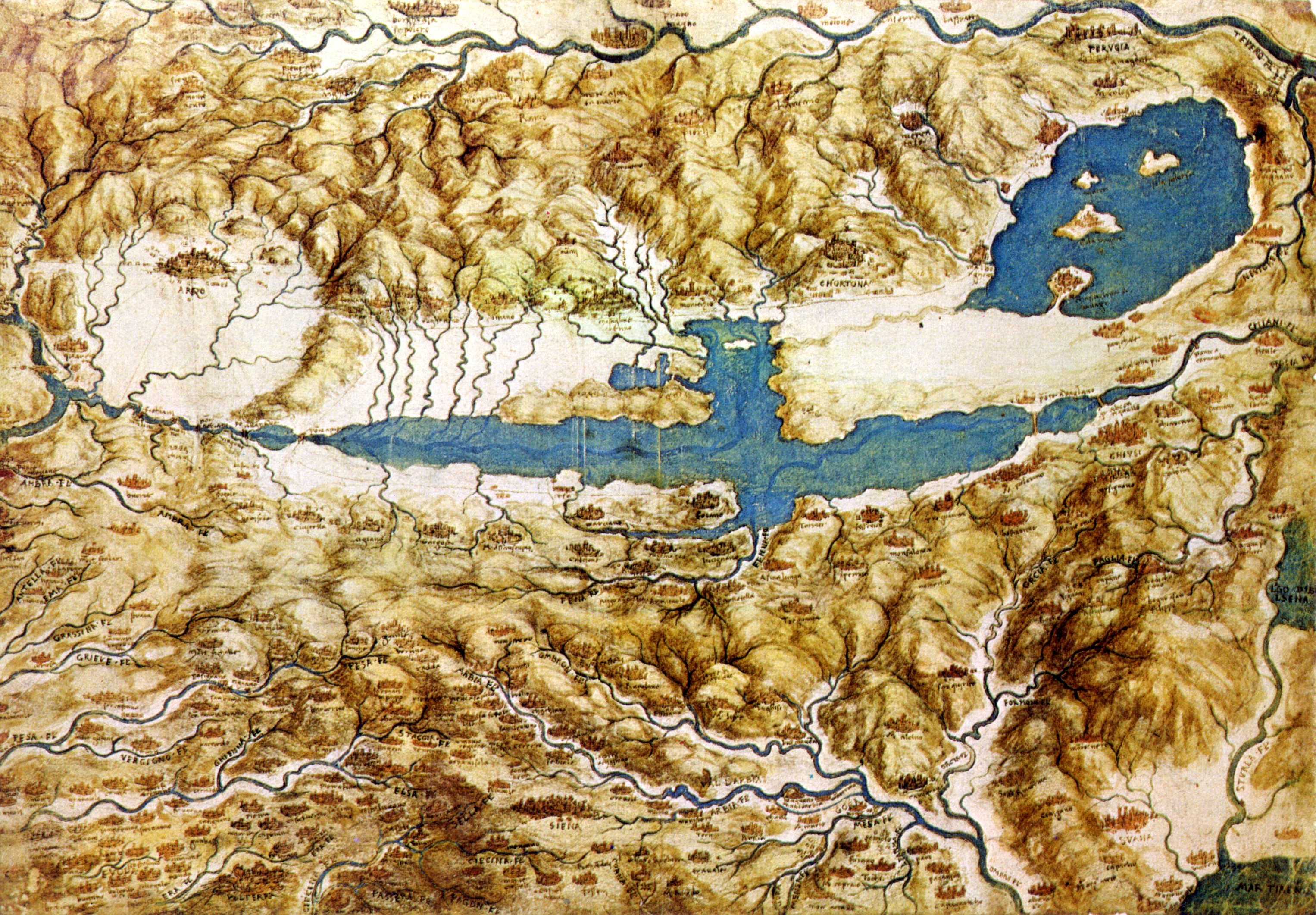
Das Chianatal in einer Zeichnung von Leonardo da Vinci

Der Fluss änderte seinen Verlauf mehrmals in seiner Geschichte. Zunächst floss er dem Arno zu, danach, zur Zeit der Etrusker, endete er als Zufluss zum Tiber, wobei er den Lago Trasimeno durchquerte. Er verursachte historisch oft beträchtliche Überflutungen im Tal von Clusium (Chiusi), die sogar bis nach Rom spürbar waren. Im Jahr 15 wurde vorgeschlagen, einen Teil des Wassers der Chiana in den Arnus (Arno) zu leiten. Dieses Projekt wurde wegen der Opposition durch die Florentiner aufgegeben (Tac. Ann I. 79).
Im Mittelalter war das gesamte Tal zwischen Arezzo und Chiusi ein unbewohnbarer Sumpf; aber gegen Ende des 18. Jahrhunderts nahm der Ingenieur Conte Fossombroni die Sache in die Hand und verlegte die Wasserscheide um rund 25 km weiter südlich, so dass das Wasser nun teils über den Canale maestro della Chiana in den Arno, teils in den Tiber fließt.

## Canale maestro della Chiana
Der Kanal entsteht nahe dem See Lago di Chiusi und durchfließt zunächst den See Lago di Montepulciano im östlichen Gemeindegebiet von Montepulciano. Er fließt nun nach Norden zwischen den Gemeinden Torrita di Siena und Sinalunga (beide Provinz Siena) und Cortona, Foiano della Chiana und Marciano della Chiana (alle Provinz Arezzo). Im westlichen Gemeindegebiet von Castiglion Fiorentino tritt von rechts der Torrente Esse ein. Weiter nach Norden fließend bildet er nun die Grenze von Monte San Savino und Civitella in Val di Chiana mit der Provinzhauptstadt Arezzo. Diese umfließt der Kanal westlich. Im Nordwesten von Arezzo stößt von rechts der 14 km lange Torrente Castro hinzu, gemeinsam münden sie kurze Zeit später als linker Nebenfluss in den Arno. Der Canale maestro della Chiana legt bis dorthin 51 km zurück.

## Valdichiana (Chianatal)
Das Chianatal (Val di Chiana / Valdichiana) umfasst 23 Gemeinden, die sich in verschiedene Unterzonen aufteilen.

### Val di Chiana aretina

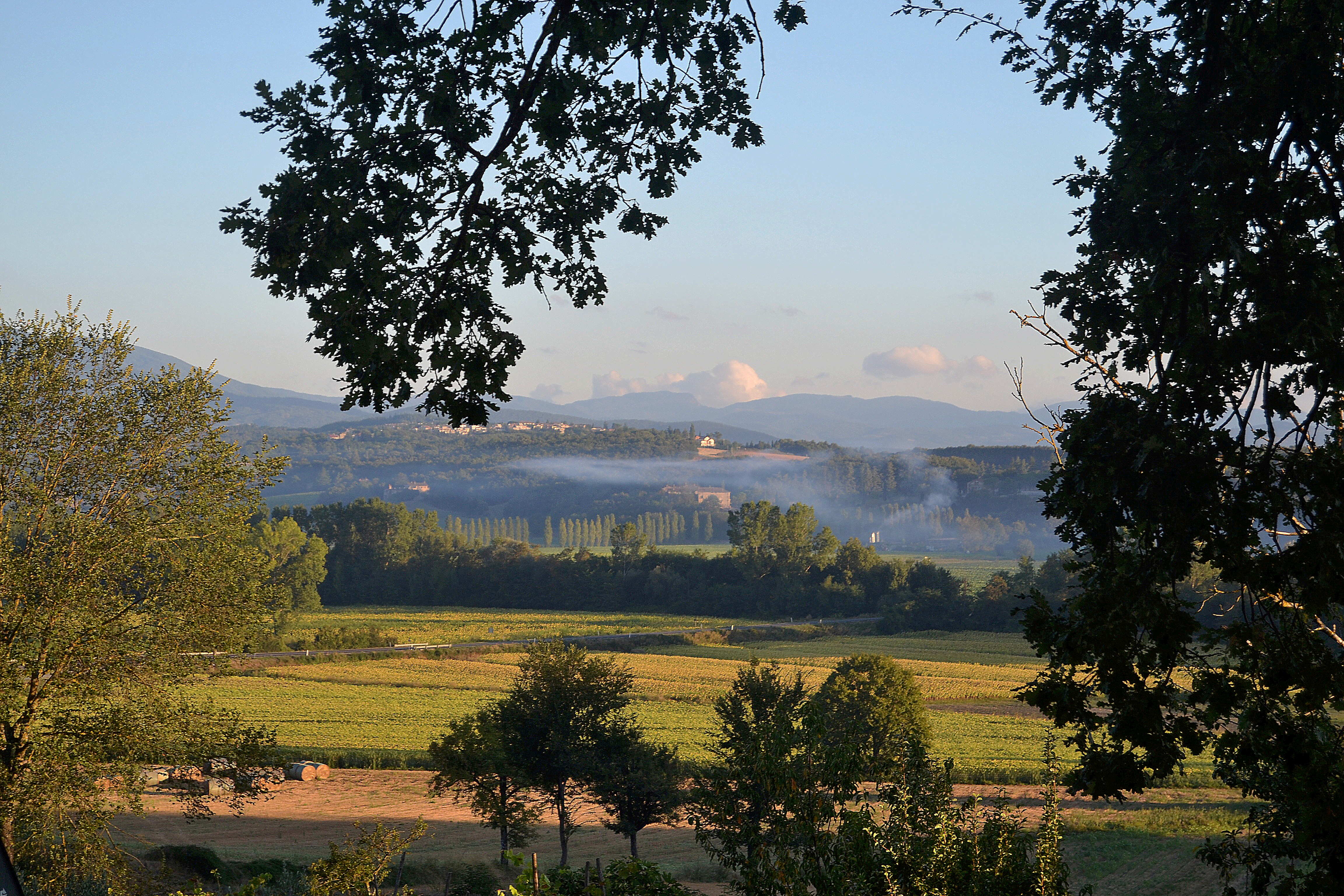
Tal des Chiana bei Arezzo

Das Val di Chiana aretina umfasst die Gemeinden Arezzo, Castiglion Fiorentino, Civitella in Val di Chiana, Cortona, Foiano della Chiana, Lucignano, Marciano della Chiana und Monte San Savino. Alle Gemeinden liegen in der Provinz Arezzo (Toskana), wobei Lucignano und Monte San Savino nicht direkt am Fluss bzw. Kanal liegen.

### Val di Chiana senese
Das Val di Chiana senese umfasst die Gemeinden Cetona, Chianciano Terme, Chiusi, Montepulciano, San Casciano dei Bagni, Sarteano, Sinalunga, Torrita di Siena und Trequanda. Alle Gemeinden liegen in der Provinz Siena (Toskana), wobei Chianciano Terme, Sarteano und Trequanda nicht direkt am Fluss bzw. Kanal liegen.

### Val di Chiana romana
Das Val di Chiana romana umfasst die Gemeinden Castiglione del Lago, Tuoro sul Trasimeno, Panicale, Paciano, Città della Pieve (alle Provinz Perugia) und Monteleone d’Orvieto und Fabro (Provinz Terni), wobei Castiglione del Lago, Monteleone d’Orvieto, Paciano, Panicale und Tuoro sul Trasimeno nicht (mehr) direkt am Fluss bzw. Kanal liegen.